# Scatopsciara brevicostalis
Scatopsciara brevicostalis är en tvåvingeart som först beskrevs av Franz Lengersdorf 1938.  Scatopsciara brevicostalis ingår i släktet Scatopsciara och familjen sorgmyggor.
Artens utbredningsområde är Israel. Inga underarter finns listade i Catalogue of Life.